# Матчиш
Матчи́ш (маши́ше; порт. maxixe, [ma′ʃiʃə]) — бразильский городской парный танец, а также музыкальный жанр, известный как «бразильское танго». Движения машише носят откровенный эротический характер. Важную составляющую несут элементы флирта и импровизации. Музыкальный размер танца — 2/4. Возник в Рио-де-Жанейро во второй половине XIX века. Пока самба кариока не обрела популярность, машише был самым распространённым танцевальным жанром в Рио-де-Жанейро. Под названием «матчиш» (la Mattchiche) с начала XX века обрёл широкую известность в Европе и США.
По одной из версий назван в честь города Машише в Мозамбике.

## Название танца
Бразильский исследователь и журналист Жота Эфеже (Jota Efegê, 1902—1987) в качестве эпиграфа к своей книге «Машише — проклятый танец» (Maxixe — A Dança Excomungada) приводит слова музыковеда Мариу де Андраде: «… не многое известно о происхождении названия танца машише. Стыдно, что в этом отношении ничего не сделано».
Тем не менее, до сих пор никому не удалось удовлетворительно объяснить, почему танец называется машише.
Очень соблазнительна версия, восходящая к названию одноимённого города Машише в Мозамбике. Однако Жота Эфеже не упоминает об этом варианте.

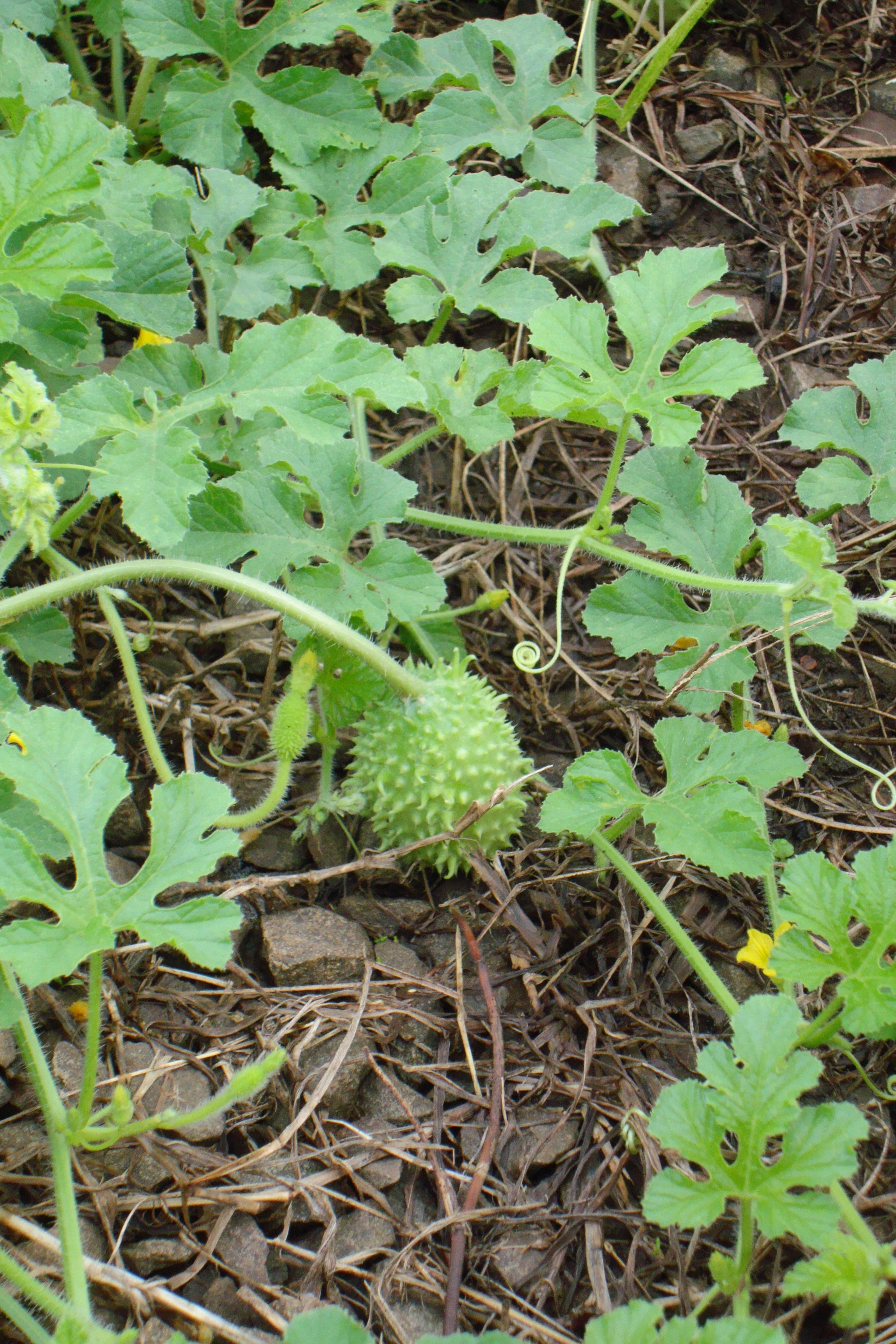
Плод машише (maxixe)

Другая, наиболее распространённая версия связана с названием овощного растения ангурия. Само слово «машише» происходит от maxi’xi африканского языка кимбунду, а растение завезено в Бразилию из Африки. Считается, что множество семян антильского огурца (порт. maxixe) напоминало танцующих, до отказа заполнивших маленькое помещение. Согласно распространённому мнению, с этого повёлся обычай называть «машише» тесные помещения для танцев, то есть небольшие танцевальные клубы, где обычно собиралась беднота. Кроме этого слово «машише» обозначало нечто недостойное, не заслуживающее уважения и внимания, поскольку растение машише росло «во всех четырёх углах» Рио-де-Жанейро, повсюду. Позже так стала называться бразильская особенная, отличительная манера (jeitinho) танцевать, то есть хореография — «скандальная, нескромная, со сладострастным покачиванием бёдрами и почти акробатическими движениями», — используемая в этих клубах, поскольку бразильцы исполняли европейские танцы несколько иначе, не так, как было принято в Европе. Слово «машише» пренебрежительно употреблялось для обозначения танцевальных вечеров низкой категории 1885—1886 годов. В таких тесных маленьких клубах танцевали рабы, креолы и социальные низы, лишённые политических и социальных предрассудков, которым было безразлично, как другие называют их танцевальные вечера. Таких танцоров мало беспокоило, что пресса считала недостойным упоминания их танец машише.
Следует привести ещё одну версию, исходящую от бразильского композитора Вила-Лобоса. На одном из карнавалов в Рио-де-Жанейро один из участников карнавального сообщества «Студенты Гейдельберга» (Estudantes de Heidelberg) по фамилии Машише привлёк всеобщее внимание особенной манерой исполнять танец лунду. Этому танцору стали подражать, и его фамилия превратилась в название танца.
Таким образом, изначально термином машише пренебрежительно называлось место для танцев простой публики, затем особенная бразильская манера исполнения европейских танцев, потом название распространилось на новоявленный танец, и позже перешло к музыкальному жанру.

## Путаница в названии
В Бразилии исполнение танца машише было запрещено в публичных местах из-за его эротизма, провокационной сексуальности.

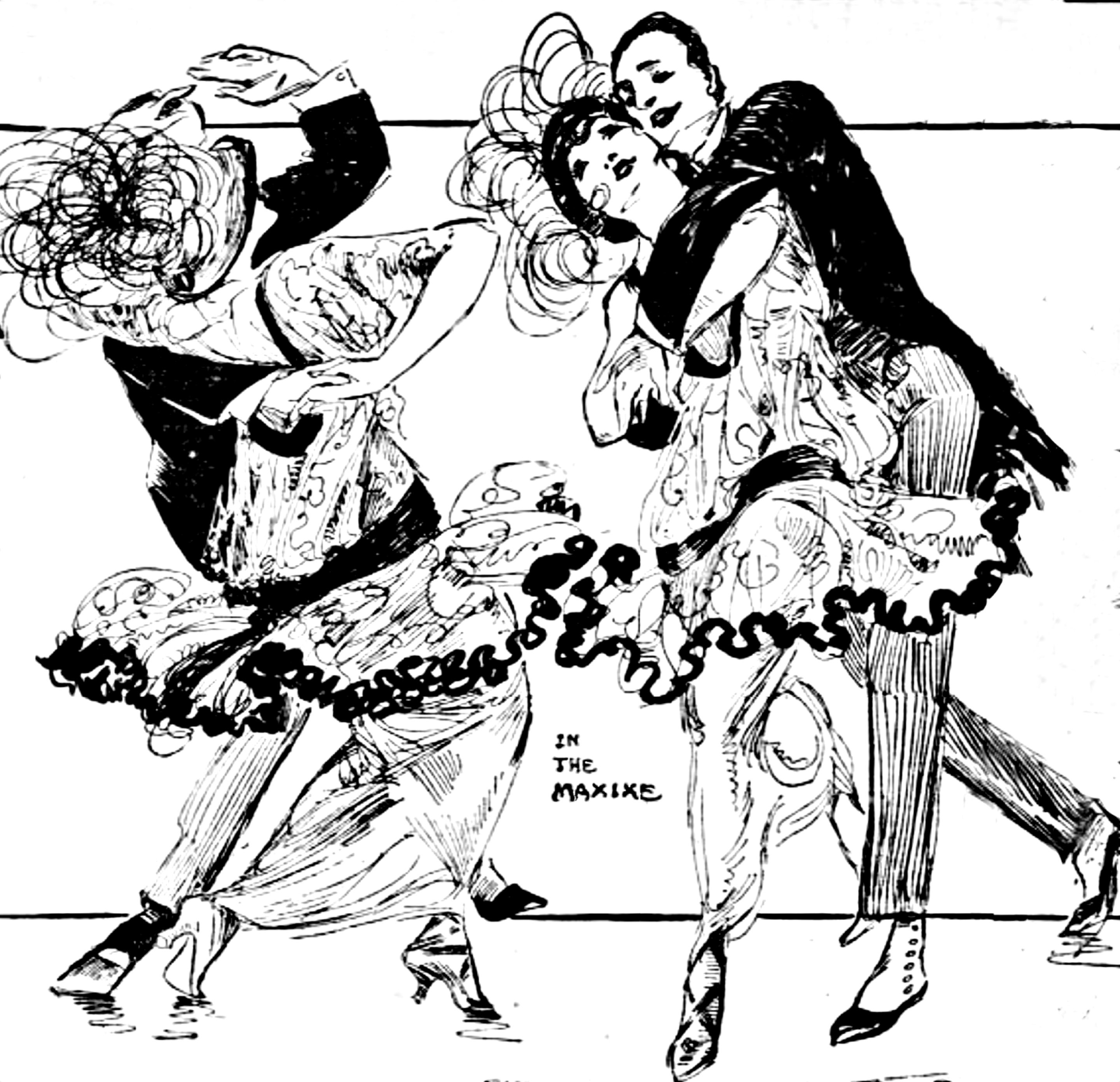
Матчиш; 1914

Следует отметить неразбериху в наименованиях музыкальных жанров в Бразилии, отражающую трудность чёткого разграничения таких родственных видов как «бразильское танго», машише, полька, шору и ранние самбы. Несмотря на то, что каждый из указанных жанров обладал собственной индивидуальностью, различия между ними были весьма незначительными, зависели от стиля отдельного композитора, и были почти неуловимы.
При этом танцевальный и музыкальный жанр машише не имел ничего общего с танго, которое в наше время ассоциируется с аргентинским танго, но был родственен польке или шору. Машише приходилось скрываться под вывеской танго — «бразильского танго».
Путаница в названиях усугублялась прессингом издателей грампластинок. В погоне за количеством продаж издатели вводили в заблуждение капризную элиту, пренебрежительно воспринимавшую низкий недостойный жанр социальных низов (машише). Для этого на яблоках пластинок печатали название «бразильское танго».

## Матчиш в Европе и Северной Америке
Хотя матчиш танцевали в ритме марша, он всё равно считался очень «сладострастным».
В 1903 году появилась партитура мелодии, сделанная Шарлем Борель-Клерком. Слова были написаны в 1905 г. Бриолле и Лельевром, и песню стал петь Феликс Майоль. В России матчиш также был очень популярен:

Пламенный матчиш — прелестный танец,

Живой и жгучий.

К нам его завёз американец

Брюнет могучий…

## Произношение
«Американец» завёз в Россию не только видоизменённый бразильский танец, но также его изменённое название. Бразильское слово произносилось в России на американский или французский манер, что было обусловлено проблемой произношения непонятного термина. Об этом свидетельствует супружеская чета американских танцоров Вернон и Ирен Кастл в своём пособии «Современные танцы», изданном в 1914 году:

Вплоть до времени написания этих слов бразильский Maxixe является последним современным танцем [последней новинкой]. Однако следует ответить на один важный вопрос: как произносить его название? Следует ли его произносить как «максекс» (Maxeks), «максессе» (Maxesse), «матчече» (Mattcheche) или «матчше» (Mattchsche)? Я знаю, как его танцевать, но в его наименовании не большой специалист. Мне известно только, что в Южной Америке почти все его партитуры носят название «бразильское танго», и только некоторые именуются мистическим словом «Maxixe». Сами бразильцы произносят это слово как «машиш» с лёгким ударением на втором слоге.

Перекочевавшее в русский язык название «матчиш» — это неправильное американское (Mattchsche) или французское (la Mattchiche) произношение бразильского слова «машише» (o Maxixe). Танцорам можно простить незнание тонкостей произношения. Любопытно то, что при заимствовании мужской род названия этого танца во французском языке изменился на женский род. Хотя бразильское слово самба (o samba) сохранило во французском языке свой мужской род (le samba).
Поскольку в Европе термин «матчиш» был общеупотребительным, танец в России, а затем в СССР, стал известен именно под этим названием, хотя более корректным произношением португальского слова maxixe является «машише». В Музыкальной энциклопедии в 6 тт. (1973—1982) употребляется термин «машиши».

## Бразильское танго
Первое известное в наше время «бразильское танго» под названием «Убийственные глаза» (Olhos matadores) сочинил Энрике Алвес де Мескита (или Мешкита — Henrique Alves de Mesquita, 1830—1906) в 1868 году. Партитура была опубликована в 1871 году.
Считается, что именно Мескита распространил употребление наименования танго для обозначения музыкального сопровождения в театральных постановках, которые до того времени испанцы и французы предпочитали называть хабанерой.
Творческое наследие Шикиньи Гонзага (Chiquinha Gonzaga, 1847—1935) содержит 41 композицию в жанре «бразильское танго» (tango brasileiro) или «танго». Среди них на партитурах встречаются также названия «танго-шору» (tango-choro), «хабанера-шору» (habanera-choro), «характерное бразильское танго» (tango característico brasileiro).
Следует отметить важную деталь. Три машише, один обозначенный как «танго» и два как «карнавальное танго» (tango carnavalesco), Шикинья Гонзага сочинила специально для шествий самых известных карнавальных сообществ в 90-х годах XIX века в Рио-де-Жанейро. Музыка сопровождалась текстами.
Одним из самых популярных сочинений жанра «бразильского танго» Шикиньи Гонзага стало «Гаушу» (Gaúcho), которое обрело мировую известность под названием «Корта-жака» (Corta-jaca). Corta-jaca переводится как «режь джекфрут». В Бразилии существует одноимённый народный танец африканского происхождения, а также характерное танцевальное па, когда ноги танцора имитируют движение ножниц. При этом одна нога как бы представляет тропический фрукт, а вторая — режущий его нож.
Точная дата написания данного «бразильского танго» неизвестна.
Впервые сочинение было исполнено в качестве танца в костюмированной бурлескной оперетте «Зизинья Машише» (Zizinha Maxixe) в 1895 году в Рио-де-Жанейро. Позже актёр, занятый в постановке, сочинил стихи, и песня была записана на грампластинку. Однако громкую славу машише Corta-jaca обрёл после скандального исполнения первой дамой Наир де Тефэ (Nair de Tefé) в 1914 году во дворце Катэте (Palácio do Catete). Никогда ранее в истории Бразилии музыка, имевшая глубокие народные корни, не исполнялась на правительственных приёмах наравне с Вагнером в присутствии дипломатического корпуса и столичной бразильской элиты.
Благодаря политическому скандалу, устроенному с лёгкой руки Наир де Тефэ, близкой подруги композитора Шикиньи Гонзага, машише был выпущен из подполья.
В творческом наследии Шикиньи Гонзага всего 4 композиции имеют обозначение жанра машише.
Среди них только Maxixe de Carrapatozo e Zé Povinho был опубликован при жизни автора после представления публике в фантастическом ревю Amapá в 1896 году в Рио-де-Жанейро. Любопытно, что во французском издании 1923 года этот машише именуется самбой Carrapatoso.
Второе сочинение этого жанра было написано для театральной пьесы в 1907 году в Лиссабоне, третье было представлено в 1911 году в ревю и четвёртое было исполнено в том же году в виде песни «Урок машише» (Lição de maxixe) в оперетте «Колледж Сеньорит» (Colégio de Senhoritas) в Рио-де-Жанейро.
Наивысшего расцвета жанр «бразильского танго» достиг в творчестве известного бразильского композитора Эрнесту Назарэ (Ernesto Júlio de Nazareth, 1863—1964). Наследие композитора состоит из 212 сочинений, включая 90 композиций в жанре «бразильского танго».
Сам Назарэ предпочитал указывать на партитурах название «бразильские танго», поскольку считал машише низким жанром. Среди его сочинений имеется только единственный машише Dengoso, который был впервые опубликован в 1907 году под псевдонимом Renaud.
Этот машише стал одним из популярнейших международных хитов бразильской музыки после его издания в США и Париже в 1914 году. Dengoso являлся образцом машише в танцевальных салонах 1910-х годов в США и Европе, где вышло не менее 90 его изданий с указанием имени автора Ernesto Nazareth под названием Boogie Woogie Maxixe или реже Parisian Maxixe. При этом неизвестно отношение самого автора к такому успеху.
Однако в настоящее время «бразильские танго» и польки Эрнесту Назаре называются «шору» и не должны восприниматься как аргентинское танго.
Назарэ был против того, чтобы под музыку его «бразильских танго» танцевали машише.
Таким образом, в XIX веке в Рио-де-Жанейро машише был не только социальным танцем, но также исполнялся в театральных ревю, в виде песен в пьесах и на карнавале.

## «Матчишъ, американскій маршъ» (La Mattchiche)
В ноябре 1905 года вышла пластинка с записью песни La Mattchiche в исполнении Майоля (Félix Mayol, 1872—1941) и аранжировке Шарля Борель-Клерка (Charles Borel-Clerc, 1879—1959).
Данное сочинение относится к жанру марша, что было указано в партитурах и на грампластинках.
Майоль объявил песню следующими словами: «И вот матчиш, по мотивам испанского марша» (Et voici La matchitche, sur les airs de la célèbre marche espagnole).
В разных странах этот марш появлялся под разными названиями: Ma peau d’Espagne, Czimpilimpi, Le Polo (1905); La Sorella или La Mattchiche, парижский марш (1906); Choo’n Gum (1950), самое распространённое из которых было La Mattchiche. Все эти композиции вместе с выпущенной в России в 1906 году пластинкой «Матчишъ, американскій маршъ» ни к бразильской музыке, ни к бразильскому танцу машише не имели никакого отношения. La Mattchiche Майоля никогда не называли «бразильским танго», ибо само название этой песни не указывало на музыкальный жанр, но в дальнейшем было ошибочно воспринято в качестве бразильского музыкального и танцевального жанра машише.
Майоль записывал песню только под названием «La Matchiche».
Песенка (Chansonnette) Майоля La Mattchiche является ключевым элементом в истории машише за пределами Бразилии, запутанное путешествие которого пролегло через настоящий музыкальный лабиринт с различными аранжировками, текстами по меньшей мере на 5 языках, постановками в театрах ревю, плагиатом и судебным разбирательством по оспариванию авторских прав.
Данное музыкальное сочинение кроме названия ничего общего с машише не имеет — в нём нет ни одной синкопы, отсутствует характерный ритм машише. Тайной остаётся выбор непонятного названия.
Истоки всемирно известной французской песенки следует искать в Испании, где под названием «La Machicha» подразумевался танцевальный номер в театральных пьесах жанра водевиля.
На некоторых ранних партитурах, где Борель-Клерк указан не композитором, а аранжировщиком, имеется примечание «по испанским мотивам», исчезнувшее из последующих изданий.
В действительности композитором был испанец Педро Бадиа (Pedro Badia), и в первоначальном варианте текста песни речь шла о новом испанском танце (фр. La Matchiche).
Мелодия происходит из испанской оперетты (una zarzuela de circunstáncias) «Простодушные» (Los Inocentes) Рамона Эстельеса (Ramón Estellés), представленной в Мадриде в 1895 году. Затем известный итальянский актёр и певец Леопольдо Фреголи (Leopoldo Frégoli) исполнял песню в аранжировке Уго Якопети (Hugo Jacopetti) в турне по многим странам. Со временем имена авторов были забыты, но песня стала популярна, её исполняли цыганские ансамбли в ресторанах, гостиницах и на танцевальных вечерах в Австрии.
Впервые песня получила название исп. La Matchicha в аранжировке испанского композитора Педро Бадиа.
По совету Майоля Борель-Клерк сделал новую успешную аранжировку, объединив La Machicha Педро Бадиа с отрывками из пасодобля La Giralda Эдуардо Лопеса Хуаранса (Eduardo López Juarranz).
После судебного разбирательства с Шарлем Борель-Клерком наследники ни испанских ни итальянских авторов и исполнителей не получили ни гроша.
Сравнив партитуры Педро Бадиа и Борель-Клерка, Жан-Клод Клейн утверждал, что «хотя имеются расхождения в нотации, в основе мелодия одна и та же».
Ошеломительный успех песни Майоля послужил причиной возникновения «нового салонного танца матчиш». Описание 8 танцевальных фигур с фотографиями появилось в январе 1906 года в парижском журнале «Фемина» (Femina). Автор статьи писал: «В настоящее время это не какой-то особенный новый танец, но всего лишь фантазия на темы котильонов… Фигуры произвольного танца, вдохновлённого матчишем (La Mattchich), в основном заимствованы из котильона».
Удивительно то, что в Бразилии машише формировался на протяжении 10 или более лет, а «новый салонный танец матчиш» возник в Париже за несколько месяцев, что вполне соответствовало духу времени, когда новые танцы мгновенно появлялись и тут же забывались. В отличие от Бразилии во Франции процесс шёл в обратном порядке, не из танцевального зала на сцену театра, а наоборот: «Описанный танец — явно сценическая хореография, что не типично для описаний социальных танцев этого периода».
Сценическая хореография модных ревю превратилась в салонный танец.
Публика вводилась в заблуждение красочными открытками под названием La Mattchiche, изображавших заимствованные из театральных постановок фигуры «нового салонного танца».
Фотографии элегантных фигур танца в журнале «Фемина» (Femina) 1906 года совершенно не походят на карикатуры 1905 года бразильского машише.
До прибытия бразильцев в Париж французам не были знакомы движения бразильского машише: «винт» (parafuso), «окно» (janela), «падающий шар (или кринолин?)» (balão caindo), «корта-жака» (o corta-jaca), «мошенник урубу» (o urubu malandro) — экзотические фигуры той старой и к нашему времени забытой хореографии.
Впервые французский танец La Mattchiche подвергся критике в пародии бразильского дуэта Жералдус (Os Geraldos — Geraldo Magalhães, 1878—1970; Nina Teixeira, 1880—1940), выступавших в Париже в 1908 году. Именно тогда парижане увидели, как исполняется настоящий бразильский машише.
Самое интересное в этой истории заключается в том, что бразильский радиоведущий и композитор Алмиранте, а вслед за ним и Жота Эфеже полагали, что источником мелодии Педро Бадиа стал краткий отрывок из оперы «Гуарани» известного бразильского композитора Карлуса Гомеса (Antônio Carlos Gomes, 1836—1896), созданной по мотивам одноимённого известного романа бразильского писателя Аленкара.
Премьера оперы под названием Il Guarany состоялась в театре Ла Скала в Милане в марте 1870 года. Опера «Гуарани» обрела огромный успех и удостоилась лестных оценок Листа и Верди. Карлус Гомес стал первым композитором Нового Света, который получил признание в Европе.

## Современность
С начала XXI века в современной Бразилии возникло движение организованных танцевальных групп, пропагандирующих так называемый «новый ошеломляющий танец гау́шу машише» (maxixe — a nova e subversiva dança gaúcha). Этот современный клубный «машише» популярен среди определённой части молодёжи. Он отличается прыжками, поддержками и акробатическими движениями, заимствованными из спортивных танцев, и весьма отличается как от европейского или северо-американского матчиша начала XX века, так и от забытого бразильского машише времён его громкой сорокалетней славы (1880—1920 гг.).
Этот новоявленный городской гибридный танец «машише» произошёл от ламбады и воспринял воздействие модной кизомбы.
Музыкальное сопровождение танца не имеет никакого отношения к «бразильскому танго». Участники танцевальных групп с однообразными названиями Bonde dos Maxixeiros, Danadas Maxixeiras, Tradição Maxixeira, Elite Maxixeira, Patrulha Maxixeira выдают за машише обновлённую ламбаду.

## Варианты хореографии
- Бразильский машише (расцвет 1880—1920 гг.) — аутентичный, лишённый скромности, сексуальный, запрещённый церковью и правительством танец.

До неприличия тесный контакт партнёров, происходящий от танцевального элемента умбигады, заимствованной из танца лунду. Основа бразильского социального и салонного танца самба де гафиейра и ламбады.
На кадрах из фильма «Машише — утерянный танец» (Maxixe, a dança perdida) Киту исполняет па (pas) «корта-жака», и с Мудиньей одну из характерных фигур — «движение змеи» (passo cobra).
- Матчиш (La Mattchiche) Борель-Клерка (1905—1912 или до 1914?) — так можно условно назвать французский салонный танец-фантазию (котильон, галоп, полька-марш). Не имел ничего общего с «бразильским танго». Ошибочно воспринимается как бразильский танец. Необходимо отметить различие русских описаний «нового парижского салонного танца» издательства Юлия Генриха Циммермана и «нового танца с объяснением А. Р. С.» издательства Музыкальная Нива[29].
- Матчиш или машише Дуке (La Mattchiche — La Maxixe).

Танец начал распространяться в Париже с 1911—1912 гг. благодаря огромному успеху авторской хореографии бразильского танцора Дуке. Расцвет с 1914 года до 40-х гг. XX в. Стилизованный для Европы и США бразильский машише или «бразильское танго». Вне пределов Бразилии воспринимался как уан-стэп, ту-стэп или регтайм. Элегантный и эстетический салонный танец, партнёры держат дистанцию, нет тесного контакта. В США был объявлен национальным бразильским танцем. Основа международного бального танца самба.
- Бразильский машише — салонный танец «бразильское танго» после 1914 года в Бразилии. Распространился благодаря получению «бразильским танго» в хореографии Дуке статуса национального бразильского танца. Был очень популярен среди элиты и буржуазии, существовал параллельно с аутентичным и неприличным машише социальных низов. Во избежание путаницы между понятиями «бразильское танго» и аргентинское танго стал называться машише. С конца 20-х годов XX века уступил первенство самбе.
- «Машише гаушу» (maxixe gaúcho) или так называемый «современный бразильский машише» — обновлённая ламбада, современный социальный гибридный танец (с начала XXI века).

## Использование
- В репертуар тапёров, сопровождавших показы немого кино, входили матчиш Майоля — Борель-Клерка и «бразильские танго» Эрнсту Назаре.
- Мелодия танца была настолько популярна в начале XX века, что Джордж Гершвин ввёл фрагмент матчиша в свою симфоническую сюиту «Американец в Париже».
- Мелодию матчиша использовали для автомобильных сигналов.
- Танец конца XX века ламбада основан на движениях матчиша.

## В литературе
Прежде всего Никифор Ляпис пошёл в буфет. Никелированная касса сыграла матчиш и выбросила три чека, Никифор съел варенец, вскрыв запечатанный бумагой стакан, и кремовое пирожное, похожее на клумбочку. Всё это он запил чаем. Потом Ляпис неторопливо стал обходить свои владения.
— Илья Ильф, Евгений Петров. «Двенадцать стульев»

Паниковский, перебирая ногами, ухватился за кузов, потом налёг на борт животом, перевалился в машину, как купающийся в лодку, и, стуча манжетами, упал на дно.
— Полный ход, — скомандовал Остап. — Заседание продолжается.
Балаганов надавил грушу, и из медного рожка вырвались старомодные, весёлые, внезапно обрывающиеся звуки:Матчиш прелестный танец. Та-ра-та…

Матчиш прелестный танец. Та-ра-та…— Илья Ильф, Евгений Петров. «Золотой телёнок»

Джон Пирс взял самовар за ручки, водрузил его на поднос, а затем всё сооружение поставил себе на голову.
— Маэстро, попрошу матчиш, — сказал он сдавленным голосом.
Маэстро Вася нажал педаль, и матчиш запрыгал по клавишам разбитого пианино.
— Михаил Булгаков. «Говорящая собака»
И вот

сегодня

с утра

в душу

врезал матчиш гу́бы.

Я ходил, подёргиваясь,

руки растопыря,

а везде по крышам танцевали трубы,

и каждая коленями выкидывала 44!— Владимир Маяковский. «Владимир Маяковский»

Жители Драндзонска встретили нас с папиросами «Триумф». Мы закурили и поехали дальше. Через два дня мы бросили якорь в гавани Матчиша.
За Матчишем простирались дремучие мужественные леса. (Таких лесов, конечно, не бывает. Про леса иногда говорят, что они девственны. Но адмирал был женоненавистник.)— Лев Кассиль. «Кондуит и Швамбрания»

Полковник закричал с другого конца комнаты:
— Господа офицеры, к чёрту патриотические песни и политику. Сегодня мы будем жить только для себя. Довольно, надо когда-нибудь и отдохнуть! Корнет, матчиш!
Скучающие звуки вырвались из-под клавиш. Орлов схватил Веру Владимировну, канканируя понёсся с ней по комнате. Вера Владимировна вертела задом, трясла грудью, откидываясь всем телом назад, прыгала на носках, наклонялась вперёд, высоко поднимала ноги, извивалась в руках офицера, выкрикивала тяжело дыша:     Матчиш я танцевала

     С одним нахалом

     В отдельном кабинете

     Под одеялом…
— Владимир Зазубрин. «Два мира»

## Видео
- Матчиш на www.youtube.com Maxixe. How To Dance Through Time, Vol 2 Dances of the Ragtime Era.
- Матчиш 2 на www.youtube.com Castle Maxixe from the year 1910.
- О танце матчиш в программе АБСОЛЮТНЫЙ СЛУХ на www.youtube.com
- Машише «Старый Рио», исп. Адемилде Фонсека (1955 — Ademilde Fonseca — Rio Antigo (Maxixe) на www.youtube.com

## Документальные фильмы и телевизионные передачи
- Maxixe no Outro Mundo, Бразилия, 1900, документальный, реж: Afonso Segreto
- Uma Lição de Maxixe, Бразилия, 1909, комедия
- Os Efeitos do Maxixe, Бразилия, 1910, комедия
- The Maxixe Brasilienne, Великобритания, 1913, немой чёрно-белый, документальный
- Телепередача «O Maxixe» из серии «As Muitas Histórias da Música Popular brasileira», Бразилия,1974 aprox., TV Cultura, реж.: Júlio Lerner, Entrevistado: Jota Efegê
- Maxixe, a dança perdida (Машише — утерянный танец), Бразилия, 1980, документальный, реж: Alex Viany